# Бад Гастајн
Бад Гастајн је општина у аустријској покрајини Салцбург. Смештен је на северном ободу националног парка Високи Тауерн. Налази се у долини Гастајн и познат је као бањско лечилиште. 
У Бад Гастајну се дужи низ година одржавају такмичења у Светском купу у алпском скијању.

## Становништво
| 1971. | 1981. | 1991. | 2001. |
| ----- | ----- | ----- | ----- |
| 5.301 | 5.580 | 5.662 | 5.838 |